# Пэнэжко, Григорий Иванович
Григорий Иванович Пэнэжко (Пэнежко, Пенежко) (1912—1992) — советский военный. Участник Великой Отечественной войны. Герой Советского Союза (1944). Полковник. Почётный гражданин города Дубно (1985).

## Биография
Григорий Иванович Пэнэжко родился 1 декабря (18 ноября — по старому стилю) 1912 года в селе Валерьяновка Мариупольского уезда Екатеринославской губернии Российской империи (ныне село Волновахского района Донецкой области Украины) в семье крестьянина Ивана Климовича Пэнэжко. Украинец. Крепкая и дружная семья Пэнэжко вела совместное хозяйство и считалась в селе зажиточной. Ей принадлежал просторный выложенный из плитняка дом, обнесённый каменной оградой, большой земельный надел, несколько коров и табун лошадей. В 1918—1919 годах Донбасс стал ареной Гражданской войны. Часть имущества семьи Пэнэжко была реквизирована белыми, оставшееся забрали красные. Два брата Ивана Климовича были рекрутированы в Красную Армию и погибли на фронте. В 12 лет Григорий Иванович, едва окончив начальную школу, чтобы помогать семье, вынужден был бросить учёбу и податься на заработки на Трудовской рудник, который находился на окраине посёлка Марьинка. Ныне это территория Петровского района города Донецка. Здесь на руднике Григорий Иванович вступил в комсомол. Отсюда за трудовые успехи он был направлен на учёбу в Мариупольский сельскохозяйственный техникум. Получив специальность ветеринара, в 1931 году Г. И. Пэнэжко был направлен агрономом-животноводом в Киргизскую ССР в совхоз «Иклас». Затем работал зоотехником в Алма-Атинской областной племенной конторе.
В 1935 году Пэнэжко по комсомольской путёвке был направлен в Ленинградское танко-техническое училище. Военную службу техник-лейтенант Пэнэжко начал в 1938 году в Одессе военным представителем на машиностроительном заводе имени Январского восстания. В 1940 году он поступил на заочное отделение инженерного факультета Военной академии механизации и моторизации РККА имени И. В. Сталина.
В должностные обязанности военпреда входили приёмка боевой техники на заводе и её последующая транспортировка в войсковые части. 22 июня 1941 года Пэнэжко перегонял колонну плавающих танков Т-37, предназначавшихся для 34-й танковой дивизии 8-го механизированного корпуса, в район Перемышля. При подходе к месту назначения колонна была атакована немецкими бомбардировщиками, но Пэнэжко сумел вывести её из-под удара и привести в часть. Из танков Т-37 и взвода БТ-7 была сформирована разведрота, командиром которой был назначен техник-лейтенант Пэнэжко. В первый же день войны рота Пэнэжко, находясь в разведке севернее Перемышля, вступила в бой и разгромила колонну немецких мотоциклистов. Тремя днями позже Пэнэжко одержал свои первые победы в танковом бою, уничтожив выстрелом пушки БТ-7М 2 немецких средних танка в районе Каменки-Бугской. 27 июня 1941 года 34-я танковая дивизия бригадного комиссара Н. К. Попеля в ходе развернувшегося крупномасштабного танкового сражения под Дубно—Луцком—Ровно нанесла неожиданный для немцев контрудар с юга в направлении Дубно. Танкисты Попеля разгромили тылы 11-й танковой дивизии вермахта и освободили город, однако из-за несогласованности действий механизированных корпусов Юго-Западного фронта были окружены. До 2 июля танкисты, в числе которых был и Пэнэжко, удерживали занимаемые позиции под Дубно, отбивая атаки многократно превосходивших сил противника. Лишь когда к концу подошли боеприпасы и топливо, они взорвали оставшиеся в строю танки и пошли на прорыв. Пройдя с боями около 200 километров по тылам противника, Пэнэжко в составе группы Попеля вышел из окружения в полосе обороны 5-й армии Юго-Западного фронта.
После выхода из окружения Пэнэжко вернулся в Одессу. Был вновь направлен на завод имени Январского восстания. Само предприятие уже было эвакуировано, и Пэнэжко предстояло организовать на освободившихся площадях базу для ремонта танков. Он в короткий срок собрал из оставшихся в городе рабочих ремонтные бригады и сумел вернуть к жизни давно списанное оборудование. За период обороны Одессы, усилиями рабочих Пэнэжко было восстановлено и переделано из гусеничных тракторов до 65 боевых машин, которые приняли участие в боях за город. Около батальона этих танков было эвакуировано из Одессы в Севастополь в октябре 1941 года. Вместе с ними в главную базу Черноморского флота прибыл и Пэнэжко. С конца октября 1941 года по март 1942 года он участвовал в обороне Севастополя. В результате тяжёлого ранения Пэнэжко выбыл из строя и был эвакуирован в госпиталь на Северный Кавказ.
После выздоровления Пэнэжко был направлен в Москву, где до зимы 1943 года на базе эвакуированного завода «Динамо» занимался организацией производства запасных частей для танков. В феврале 1943 года в звании старшего техника-лейтенанта Пэнэжко получил назначение в 29-й танковый корпус, который был включён в состав 5-й гвардейской танковой армии. Летом 1943 года в его составе он принимал участие в Курской битве, в том числе в танковом сражении под Прохоровкой. 5 августа 1943 года в ходе начавшейся Белгородско-Харьковской операции был переведён на должность старшего адъютанта в 278-й танковый батальон 31-й танковой бригады 29-го танкового корпуса 5-й гвардейской танковой армии. Во время наступательных действий батальона старший техник-лейтенант Пэнэжко хорошо организовал снабжение подразделения и работу штаба в боевых условиях. Во время отражения немецкого контрудара под Богодуховом Пэнэжко лично руководил доставкой горючего, боеприпасов и продуктов питания на передовую. 26 августа 1943 года батальон выбил противника из опорного пункта обороны села Гавриловка Харьковской области. Пэнэжко собрал остатки различных стрелковых подразделений и лично повёл их в бой. В результате занятые танкистами позиции у села Гавриловка были прочно закреплены пехотой. Контратакующий противник, понеся большие потери в живой силе, отошёл на исходные позиции.
10 сентября 1943 года 5-я гвардейская танковая армия была выведена в резерв Ставки Верховного Главнокомандования, где находилась почти месяц. 7 октября армия была включена в состав Степного (с 20 октября 1943 года — 2-го Украинского) фронта и введена на плацдарм на правом берегу Днепра юго-восточнее Кременчуга. Во время наступательных боёв по расширению плацдарма в рамках Пятихатской операции старший адъютант 278-го танкового батальона Пэнэжко командовал сборной группой из 6 танков Т-34. В течение 15-16 октября он участвовал в прорыве вражеской обороны у села Попельнастое Александрийского района Кировоградской области. Вырвавшись с группой на оперативный простор, Пэнэжко 18 октября 1943 года обходным манёвром с фланга вышел на западную окраину города Пятихатки Днепропетровской области, и грамотно распределив силы, перерезал шоссейные и железные дороги, ведущие на Александрию и Кривой Рог. Продвигаясь в сторону станции Пятихатки, танкисты уничтожили 4 вражеских танка, в том числе 2 тяжёлых, и до 310 солдат и офицеров. Затем они ворвались на артиллерийские позиции немцев, гусеницами раздавили 4 противотанковые пушки, разгромили штаб немецкой артиллерийской группы и захватили ценные документы и оперативные карты противника. После этого группа Пэнэжко блокировала железнодорожные пути, не позволив немцам вывезти из города военное имущество. В результате фашисты бросили на станции Пятихатки 15 эшелонов и до 900 автомашин с продовольствием, боеприпасами и различными грузами, 20 артиллерийских орудий различного калибра, 16 исправных танков и 35 мотоциклов. До 900 солдат и офицеров вермахта, находившихся в эшелонах, разбежались по округе. Во время боя Пэнэжко получил осколочные ранения обеих рук, но продолжал командовать группой и до подхода основных сил бригады громил арьергарды и заслоны неприятеля. 19 октября 1943 года крупный транспортный узел город Пятихатки был освобождён частями 5-й гвардейской танковой армии. За отличие в боях за город Пятихатки Пэнэжко был награждён орденом Отечественной войны 2-й степени и произведён в капитаны. Вскоре его назначили на должность заместителя начальника штаба 31-й танковой бригады по оперативной работе.
В ноябре 1943 года перед началом Знаменской операции штаб 5-й гвардейской танковой армии установил связь с действовавшим в Знаменском районе крупным партизанским отрядом, которым командовал 2-й секретарь Кировоградского подпольного обкома ВКП(б) М. М. Скирда. Брать крупный опорный пункт немецкой обороны город Знаменка было решено во взаимодействии с партизанами. Во второй половине дня 23 ноября 1943 года части 5-й гвардейской танковой армии перешли в наступление. Враг оказывал ожесточённое сопротивление, и для ускорения его разгрома по приказу командующего армией в глубокий рейд по тылам противника была направлена 31-я танковая бригада. В её задачу входило соединиться с партизанами в районе Чутинского леса, совместными действиями парализовать коммуникации противника, внести дезорганизацию в управление немецкими войсками и тем самым содействовать продвижению частей армии. Утром 25 ноября 1943 года 31-я танковая бригада, в составе которой насчитывалось всего 13 танков, неожиданным ударом в районе села Косовка прорвала оборону противника и вышла в его оперативные тылы. К вечеру того же дня силы бригады заняли село Диковка, куда вскоре подтянулся и партизанский отряд М. М. Скирды. К моменту соединения с партизанами бригада из-за распутицы и огня противника потеряла 6 танков и истратила основной запас топлива. Но бойцы Скирды хорошо знали расположение немецких топливных складов. В течение 26 ноября 1943 года капитан Пэнэжко с партизанами на броне трижды совершал нападения на базы снабжения немцев в районе села Дмитровка, благодаря чему задача по снабжению горючим оставшихся в строю танков была успешно решена. 28 ноября танкисты совместно с партизанами в районе села Плоское разгромили обоз 106-й пехотной дивизии вермахта, состоявший из нескольких автомашин, тягачей и более чем 250 повозок с военным имуществом. В ночь на 29 ноября Пэнэжко принимал участие в налёте на Знаменку, в результате которого немцы в панике стали сами уничтожать склады и военную технику. 1 декабря 1943 года, командуя группой танков бригады, капитан Пэнэжко неожиданной атакой ворвался в село Дмитровка и захватил переправу через реку Ингулец. Немцы, пытаясь отбить переправу, несколько раз переходили в контратаку при поддержке авиации, но Пэнэжко сумел удержать важный мост до подхода частей 18-го танкового корпуса. Воссоединившись с основными силами армии, 2 декабря в боях на ближних подступах к городу Знаменка 31-я танковая бригада уничтожила 6 средних и 3 тяжёлых танка неприятеля, 10 автомашин с пехотой и грузами и до 300 солдат и офицеров вермахта. Лично капитан Пэнэжко сжёг 2 средних танка и истребил до сотни вражеских солдат.
Ставка Верховного Главнокомандования приняла решение о проведении Кировоградской наступательной операции. 5 января 1944 года 5-я танковая армия, в корпусах которой насчитывалось не более 30 танков, перешла в наступление на кировоградском направлении. Прорвав оборону противника на реке Аджамка, 31-я танковая бригада в составе 29-го танкового корпуса обошла Кировоград с юга и вышла на юго-западную окраину города. 8 января 1944 года капитан Пэнэжко первым в бригаде ворвался в город и, заняв выгодную позицию, отрезал пути отхода кировоградской группировке противника. Бригадой было уничтожено и захвачено в качестве трофеев до 400 автомашин с военными грузами, до 440 лошадей с повозками, 35 тягачей, 18 танков, 1 самолёт, истреблено до 700 солдат и офицеров вермахта.
После освобождения Кировограда части 5-й гвардейской танковой армии, несмотря на значительные потери и непрекращающиеся контратаки противника, продолжили движение на запад. Вечером 10 января 1944 года 31-я танковая бригада освободила село Карловка. Однако противник стянул в этот район крупные силы и перешёл в контратаку, в результате чего бригада попала в полуокружение. Стремясь уничтожить советские войска в Карловке, немцы бросили в бой 5 тяжёлых танков «Тигр», более 20 бронетранспортёров с автоматчиками и 4 артиллерийских орудия. Гвардии капитан Пэнэжко, заняв выгодную позицию, подпустил Тигры на 150—200 метров и точными выстрелами подбил два вражеских танка. Ответным выстрелом противник попал в башню Т-34 Пэнэжко, который тяжело ранен. Один осколок немецкого снаряда пробил ему левую половину груди, разорвал диафрагму и лёгкое, задел сердце. Вторым осколком был раздроблен голеностопный сустав. Когда Т-34 Пэнэжко замолчал, немцы сочли экипаж танка уничтоженным и продолжили атаку, но тяжело раненого командира заменил механик-водитель Г. Н. Зубов. Когда Тигры приблизились на расстояние 30-50 метров, он открыл огонь по противнику и уничтожил оставшиеся три вражеские машины. Потеряв все танки, немцы отступили на исходные позиции. Героические действия экипажа Пэнэжко позволили бригаде выйти из окружения. За образцовое выполнение боевых заданий командования на фронте борьбы с немецкими захватчиками и проявленные при этом отвагу и геройство указом Президиума Верховного Совета СССР от 13 сентября 1944 года капитану Пэнэжко было присвоено звание Героя Советского Союза.
После ранения в бою за Карловку Пэнэжко был эвакуирован в тыловой госпиталь в город Тбилиси. Врачи сделали ему несколько сложных операций. Пэнэжко летом 1944 года сбежал из госпиталя и вернулся в свою часть, сражавшуюся в Прибалтике на 3-м Белорусском фронте. В августе он принимал участие в Каунасской операции, в ходе которой первым ворвался в город Расейняй и, ведя уличный бой, не дал возможности немецкому гарнизону организовать оборону. Осенью 1944 года, сражаясь на 1-м Прибалтийском фронте, во время Мемельской операции Григорий Иванович первым в бригаде вышел на побережье Балтийского моря. С 20 октября 1944 года по 8 января 1945 года 5-я гвардейская танковая армия находилась в резерве Ставки Верховного Главнокомандования. Зимой — весной 1945 года майор Пэнэжко сражался на 2-м и 3-м Белорусских фронтах в ходе Восточно-Прусской операции. Весной 1945 года его вызвали в Москву и отправили доучиваться в Военную академию бронетанковых войск. После окончания академии в 1948 году Пэнэжко до 1956 года служил в строевых частях бронетанковых войск Советской Армии. На фронте вёл дневник, записи из которого легли в основу его книги «Записки советского офицера», изданную в двух томах в 1947 и 1949 годах. С 1956 года полковник Пэнэжко служил в штабе Северной группы войск, который был расквартирован в польском городе Легница. В связи с крупномасштабными сокращениями в Советской Армии в 1961 году был уволен в запас. Жил в Москве, работал в Московском автомеханическом техникуме. Написал учебник по безопасности дорожного движения для автотранспортных техникумов, который был издан в 1976 году. После выхода на пенсию Пэнэжко жил в посёлке городского типа Загорянский Щёлковского района Московской области, занимался военно-патриотической работой, активно участвовал в ветеранском движении. Погиб 26 марта 1992 года, попав под поезд. Похоронен на Образцовском кладбище города Щёлково района Московской области.

## Награды и звания
- Медаль «Золотая Звезда» (13.09.1944);
- орден Ленина (13.09.1944);
- орден Красного Знамени (30.12.1956);
- орден Отечественной войны 1-й степени (11.03.1985);
- орден Отечественной войны 2-й степени (14.12.1943);
- два ордена Красной Звезды (23.09.1943; 15.11.1950);
- медали, в том числе:
  - медаль «За боевые заслуги» (6.11.1945);
  - медаль «За оборону Одессы» (22.12.1942);
  - медаль «За оборону Севастополя»;
- почётный гражданин города Дубно (1985).

## Память
- Г. И. Пэнэжко изображён на холсте музея-диорамы «Курская битва. Белгородское направление».

## Документы
- Общедоступный электронный банк документов «Подвиг Народа в Великой Отечественной войне 1941—1945 гг.» Дата обращения: 29 августа 2013. Архивировано из оригинала 13 марта 2012 года.

Представление к званию Героя Советского Союза. Дата обращения: 29 августа 2013. Архивировано 16 сентября 2013 года.
Указ Президиума Верховного Совета СССР о присвоении звания Героя Советского Союза. Дата обращения: 29 августа 2013. Архивировано 16 сентября 2013 года.
Орден Отечественной войны 1-й степени (информация из карточки награждённого к 40-летию Победы). Дата обращения: 29 августа 2013. Архивировано 16 сентября 2013 года.
Орден Отечественной войны 2-й степени (наградной лист и приказ о награждении). Дата обращения: 29 августа 2013. Архивировано 16 сентября 2013 года.
42212035 Орден Красной Звезды (наградной лист и приказ о награждении от 23.09.1943). Дата обращения: 29 августа 2013. Архивировано 16 сентября 2013 года.